# Full de càlcul

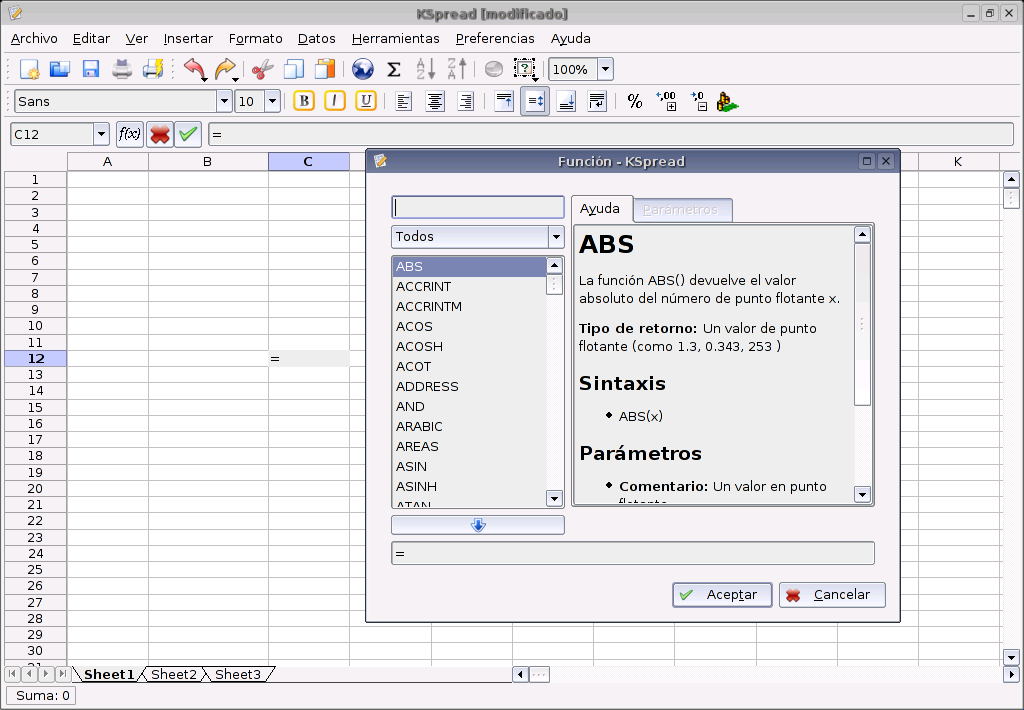
Un full de càlcul

Un full de càlcul és un programa informàtic per a l'organització, l'anàlisi i l'emmagatzematge de dades en forma de taula. Els fulls de càlcul es van desenvolupar com a anàlegs informatitzats dels fulls de treball de comptabilitat en paper.
Els usuaris de fulls de càlcul poden ajustar qualsevol valor emmagatzemat i observar els efectes sobre els valors calculats. Això fa que el full de càlcul sigui útil per a l'anàlisi "what-if " ("I si ...") ja que molts casos es poden investigar ràpidament sense recàlculs manuals. El programari modern de fulls de càlcul pot tenir múltiples fulls interactius i pot mostrar dades com a text i números o en forma gràfica.
A més de dur a terme funcions aritmètiques i matemàtiques bàsiques, els fulls de càlcul moderns proporcionen funcions integrades per a operacions estadístiques i comptabilitat financera comuna. Càlculs com el valor actual net o la desviació estàndard es poden aplicar a dades tabulars amb una funció preprogramada en una fórmula. Els programes de full de càlcul també proporcionen expressions condicionals, funcions per convertir entre text i números i funcions que operen en cadenes de text.

## Descripció de la seva manipulació
Les taules dels fulls de càlcul comprenen els conceptes de cel·la, fila i columna, la intersecció d'una fila i una columna és anomenada cel·la, les files estan etiquetades per números consecutius, mentre que les columnes estan etiquetades amb lletres consecutives de l'abecedari. El programa funciona amb dades introduïdes a les cel·les d'una taula. Cada cel·la pot contenir dades numèriques o de text, o els resultats de fórmules que calculen i mostren automàticament un valor basat en el contingut d'altres cel·les. Un full de càlcul també pot fer referència a un d'aquests documents electrònics. Gràcies a la versatilitat dels fulls de càlcul moderns, s'utilitzen de vegades per fer petites bases de dades, informes, i altres usos.

## Orígens dels fulls de càlcul

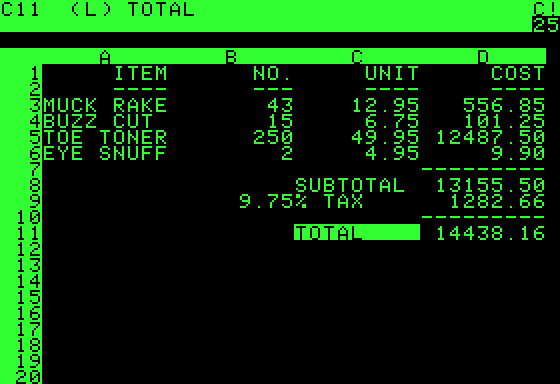
Captura de pantalla del full de càlcul executant-se en un ordinador Apple II.

El 1961 es va entreveure el concepte d'un full de càlcul electrònic a l'article «Budgeting Models and System Simulation» de Richard Mattessich. Dan Bricklin és l'inventor generalment acceptat dels fulls de càlcul. Bricklin va explicar la història d'un professor de la universitat que va fer una taula de càlculs en una pissarra. Quan el professor va trobar un error, va haver d'esborrar i reescriure una gran quantitat de passos de forma molt tediosa, aquest fet va impulsar Bricklin a pensar que podria replicar el procés en un computador, usant el paradigma tauler/full de càlcul per veure els resultats de les fórmules que intervenien en el procés.
La seva idea es va convertir en VisiCalc, el primer full de càlcul, i l'«aplicació fonamental» que va fer que el computador personal deixés de ser només un hobby per a entusiastes de l'ordinador per convertir-se també una eina per als negocis.
La introducció del PC d'IBM el 1982 inicialment no va tenir gaire èxit, perquè la majoria dels programes disponibles eren ports d'altres plataformes de 8bits. Les coses canviaren dràsticament amb la introducció de Lotus 1-2-3, que es va convertir a l'aplicació més important d'aquella plataforma, i va conduir a vendes del PC a causa de les millores massives sobre la versió de VisiCalc en la mateixa plataforma. VisiCorp mai no va respondre de cap manera convincent, i desaparegué en uns quants anys.
Lotus 1-2-3 va sofrir un cicle gairebé idèntic amb la introducció de Windows 3.x durant el final de la dècada del 1980. Microsoft havia estat desenvolupant Excel a la plataforma Apple Macintosh durant uns quants anys en aquest punt, i s'havia convertit en un sistema bastant potent. Una adaptació a Windows 3.1 oferia un full de càlcul per a Windows plenament funcional que de seguida va ocupar el primer lloc que havia tingut Lotus durant els primers anys 1990. Quan Lotus va respondre amb una versió per Windows del seu propi programa, Microsoft ja havia començat a agrupar la seva suite Office.
Un cert nombre d'empreses han intentat dividir-se el mercat de fulls de càlcul amb programes basats en paradigmes molt diferents. Lotus introduïa el que és un dels exemples amb més èxit, Lotus Improv, que veié un cert èxit comercial, notablement al món financer on les seves potents capacitats de mineria de dades romanen ben respectades fins avui. Spreadsheet 2000 intentava simplificar dramàticament la construcció de fórmules, però no en resultà cap èxit comercial. Stories va intentar fer més fàcil tractar amb blocs 3D de dades (per oposició al 2D natural de la majoria dels fulls de càlcul), però sembla haver vist poc o cap ús.

## Programació
De la mateixa manera que els primers llenguatges de programació estaven dissenyats per generar impressions de fulls de càlcul, les tècniques de programació mateixes han evolucionat per processar taules (també coneguts com a fulls de càlcul o matrius) de dades més eficaçment a l'ordinador mateix.
Els fulls de càlcul s'han convertit en potents llenguatges de programació, específicament, són funcionals, visuals, i multiparadigma. Els fulls de càlcul es qualifiquen com llenguatges de programació perquè tots o la majoria d'ells són Turing complets.
Molta gent troba més fàcil dur a terme càlculs en fulls de càlcul que escrivint el programa seqüencial equivalent.

## Cel·les

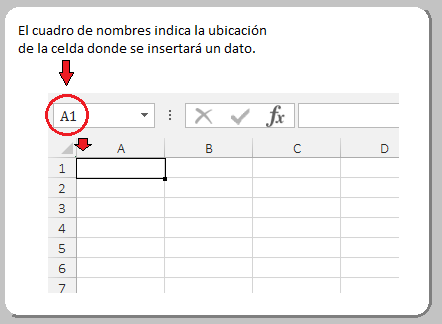
Direcció d'una cel·la

La cel·la d'un full de càlcul visualment és el lloc on es poden introduir dades o fer càlculs. Generalment són de forma rectangular i es formen a la intersecció d'una fila i una columna, se'ls identifica amb un nom, com per exemple C4; C és el nom de la columna i 4 el número de la fila.
Les files són horitzontals i estan identificades pels números en seqüència ascendent. Les columnes en canvi estan identificades amb les lletres de l'alfabet i van de forma vertical al Full de Càlcul.
A les cel·les s'introdueix qualsevol tipus d'informació com text o números, i també fórmules o instruccions per fer un determinat càlcul o tasca.
|    | A       | B      | C     | D     |
| -- | ------- | ------ | ----- | ----- |
| 01 | Vendes  | 100000 | 30000 | 70000 |
| 02 | Compres | 25490  | 30    | 200   |

Una matriu de cel·les s'anomena full o full de treball. És anàleg a una matriu de variables en un programa informàtic convencional (tot i que certs valors invariables, un cop introduïts, es podrien considerar, amb la mateixa analogia, constants). En la majoria de les implementacions, molts fulls de treball poden estar ubicats dins d'un sol full de càlcul. Un full de treball és simplement un subconjunt del full de càlcul dividit per motius de claredat. Funcionalment, el full de càlcul funciona com un tot i totes les cel·les funcionen com a variables globals dins del full de càlcul (cada variable només té accés de "lectura", excepte la cel·la que la conté).
Una cel·la pot contenir un valor o una fórmula, o simplement es pot deixar buida.
Per convenció, les fórmules solen començar amb el signe =.

#### Valors
Es pot introduir un valor des del teclat de l'ordinador escrivint directament a la pròpia cel·la. Alternativament, un valor es pot basar en una fórmula (vegeu més avall), que pot realitzar un càlcul, mostrar la data o l'hora actuals o recuperar dades externes, com ara una cotització d'accions o un valor de base de dades.
La regla de valors del full de càlcul
L'informàtic Alan Kay va utilitzar el terme regla de valor per resumir l'operació d'un full de càlcul: el valor d'una cel·la es basa únicament en la fórmula que l'usuari ha escrit a la cel·la. La fórmula pot dependre del valor d'altres cel·les, però aquestes cel·les també estan restringides a les dades o fórmules introduïdes per l'usuari. No hi ha "efectes secundaris" per calcular una fórmula: l'únic resultat és mostrar el resultat calculat dins de la seva cel·la ocupant. No hi ha cap mecanisme natural per modificar permanentment el contingut d'una cel·la tret que l'usuari modifiqui manualment el contingut de la cel·la. En el context dels llenguatges de programació, això produeix una forma limitada de programació funcional de primer ordre.

## Alguns fulls de càlcul
- Calc, integrada a LibreOffice i OpenOffice.org
- Multiplan, primer full de càlcul de Microsoft
- Microsoft Excel, integrada a Microsoft Office
- Gnumeric, integrada a Gnome Office
- KSpread, de KOffice
- Google Spreadsheets, de Google

## Alguna comparativa
| Programa             | Sistema operatiu           | Gratuït | Codi obert | Files (per full) | Columnes (per full) | Cel·les totals (per full) | Fulls              |
| -------------------- | -------------------------- | ------- | ---------- | ---------------- | ------------------- | ------------------------- | ------------------ |
| LibreOffice Calc     | Multiplataforma            | Sí      | Sí         | 1.048.576        | 1.024               | 1.073.741.824             | 1024               |
| OpenOffice.org Calc  | Multiplataforma            | Sí      | Sí         | 1.048.576        | 1.024               | 1.073.741.824             | 256                |
| Microsoft Excel 2003 | Windows                    | No      | No         | 65.536           | 256                 | 16.777.216                | Memòria disponible |
| Microsoft Excel 2007 | Windows                    | No      | No         | 1.048.576        | 16.384              | 17.179.869.184            | Memòria disponible |
| Gnumeric             | Multiplataforma            | Sí      | Sí         | 8.000.000        | 8.192               | ???                       | ???                |
| KSpread              | Multiplataforma            | Sí      | Sí         | 32.767           | 32.767              | 1.073.676.289             | ???                |
| Lotus 1-2-3          | OS/2 i alguna de Windows   | No      | No         | 65.536           | 256                 | 16.777.216                | 256                |
| Quattro Pro          | Windows                    | No      | No         | 1.000.000        | 18.276              | 18.276.000.000            | ???                |
| Google Spreadsheets  | Al núvol "Cloud Computing" | Si      | No         |                  | 256                 | 200.000                   | 99                 |

## Riscos del full de càlcul
El risc del full de càlcul és el risc associat a obtenir un valor materialment incorrecte d'una aplicació de full de càlcul que s'utilitzarà per prendre una decisió relacionada (normalment basada en la numèrica). Alguns exemples inclouen la valoració d'un actiu, la determinació de comptes financers, el càlcul de dosis medicinals o la mida d'una biga de càrrega per a l'enginyeria estructural. El risc pot sorgir d'introduir valors de dades erronis o fraudulents, d'errors (o canvis incorrectes) dins de la lògica del full de càlcul o de l'omissió d'actualitzacions rellevants (p. ex., tipus de canvi desactualitzats). Alguns errors d'una sola instància han superat els 1.000 milions de dòlars. Com que el risc del full de càlcul està relacionat principalment amb les accions (o inacció) dels individus, es defineix com una subcategoria de risc operacional.
Malgrat això, la recerca realitzada per ClusterSeven va revelar que al voltant de la meitat (48%) dels executius de nivell c i dels alts directius de les empreses que reporten ingressos anuals superiors als 50 milions de lliures van dir que no hi havia cap control d'ús o bé que els processos manuals s'aplicaven malament als fulls de càlcul a les empreses.
El 2013, Thomas Herndon, un estudiant graduat en economia a la Universitat de Massachusetts Amherst va trobar grans defectes de codificació en el full de càlcul utilitzat pels economistes Carmen Reinhart i Kenneth Rogoff a Growth in a Time of Debt, un article de revista de 2010 molt influent. L'article de Reinhart i Rogoff es va utilitzar àmpliament com a justificació per impulsar els programes europeus d'austeritat 2010-2013.